# دیمیتار استانچوف
دیمیتار استانچوف (بلغاری: Димитър Янев Станчов؛ ۲۱ مه ۱۸۶۳ – ۲۳ مارس ۱۹۴۰) یک سیاست‌مدار و دیپلمات اهل بلغارستان بود.